# Grammis 2022
Der schwedische Musikpreis Grammis 2022 wurde am 19. Mai 2022 im Annexet in Stockholm verliehen. Es handelte sich um die 39. Verleihung des  wichtigsten schwedischen Musikpreises. Insgesamt wurde der Preis in 23 Kategorien verliehen. Die Moderation übernahmen Amie Bramme Sey und Sofia Dalén.
Liveauftritte gab es von Miriam Bryant & Victor Leksell, Thomas Stenström, A36, Agnes, Jireel, Alba August, Darin und Hannes feat. waterbaby.

## Gewinner und Nominierte
Die Gewinner sind fett markiert und vorangestellt.
| Album des Jahres | Alternative-Pop-Album des Jahres |
| --- | --- |
| - Miriam Bryant – PS jag hatar dig - Agnes – Magic Still Exists - Augustine – Weeks Above the Earth - Sarah Klang – Virgo - Snoh Aalegra – Temporary Highs in the Violet Skies | - Sarah Klang – Virgo - Alba August – I Still Hide - Amason – Galaxy II - Andreas Mattsson – Soft Rock - Augustine – Weeks Above The Earth |
| Künstler des Jahres | Kindermusikalbum des Jahres |
| - Benjamin Ingrosso - Hov1 - Miriam Bryant - Snoh Aalegra - Thomas Stenström | - Ensemble Yria – Upp & Ut - I En Stad – Mer musik för barn och deras vuxna - Micaela Gustafsson – Bää muu nöff - Svenska Kammarorkestern – Min lilla stora kärlek - Tigern & Kobran – Brandbilar och poesi                                                                |
| Tanzmusik des Jahres | Elektro/Tanzmusik-Album des Jahres |
| - Arvingarna – Tänker inte alls gå hem - Boogart – En ny tid i livet - Donnez – Alla dar i veckan - Larz-Kristerz – Stuffparty 4 - Perikles – Ba Ba Ba | - Swedish House Mafia – Moth to a Flame, Lifetime, It Gets Better - Alesso – Somebody to Use, Chasing Stars (feat. James Bay), Together, Again, Going Dumb, Leave A Little Love - Cobrah – Cobrah - DJ Seinfeld – Mirrors - Galantis – Heartbreak Anthem, Dandelion, Alien |
| Folk-/Volksmusik-Album des Jahres | Hip-Hop-Album des Jahres |
| - Ebo Krdum – Diversity - Ale Möller – Xeno Manía - Anna Ekborg – Solo - Hoven Droven – Trad - Merit Hemmingson – Huvva! vad tiden går | - Asme – Tusen Flows - A36 – Area 36 - Jaqe – Filmen - L1NA – MP3 |
| Hardrock-/Metal-Album des Jahres | Jazzalbum des Jahres |
| - Tribulation – Where The Gloom Becomes Sound - At the Gates – The Nightmare of Being - Lucifer – Lucifer IV - Nestor – Kids in a Ghost Town - The Night Flight Orchestra – Aeromantic II | - Johan Lindström Septett – On the Asylum - La La Lars – La La Lars III - Lars Danielsson Liberetto – Cloudland - Lisa Ekdahl – Grand Songs - Milder PS – Singled out by Fate                                                                                              |
| Klassikalbum des Jahres | Komponist des Jahres |
| - Göteborger Symphoniker & Johannes Gustavsson – Aulin, Moberg, Andrée: Orchestral Works - Göteborg Baroque & Magnus Kjellson – Then Svenska Messan, HRV 404 - Herbert Blomstedt & Gewandhausorchester Leipzig – Brahms: Symphony No. 2 & Academic Festival Overture (Live) - Malvakvartetten – Wooden Bodies - Sofie Asplund & LuKaS (Lunds Kammarsolister) – Britten: Les Illuminations – Debussy: Ariettes Oubliées & Clair de Lune | - Agnes Carlsson, Vincent Pontare, Salem Al Fakir, Kerstin Ljungström & Maria Hazell - Jens Resch - Linda Karlsson & Sonny Gustafsson - Myra Granberg - Oskar Linnros & Charlie Bernardo                                                                                   |
| Lied des Jahres | Musikvideo des Jahres |
| - Miriam Bryant & Victor Leksell – Tystnar i luren - A36 – Samma gamla vanliga - Adaam & VC Barre – Topp - Hov1 – Gamora feat. Einár - Myra Granberg – Lose My Mind | - - Alexander Wessely – Swedish House Mafia – It Gets Better - Erik Pousette – Hannes – I Feel It - Henrik Hansson – Hov1 – Barn av vår tid - Swim Club – Agnes – 24 Hours - Vedran Rupic – Salvatore Ganacci – Step-Grandma                                               |
| Newcomer des Jahres | Popalbum des Jahres |
| - A36 - Alba August - Clara Klingenström - Felicia Takman - Sam Ezeh | - Daniela Rathana – Rathana Club - Agnes – Magic Still Exists - Benjamin Ingrosso – En gång i tiden - Molly Sandén – Dom Ska Veta - Zara Larsson – Poster Girl |
| Musikproduzent des Jahres | Rockalbum des Jahres |
| - Elvira Anderfjärd - Elai - Elias Kapari - IAN (Ian Persson Stiernswärd) - Patrik Berger | - Thåström – Dom som skiner - Hurula – På en grusbelagd parkeringsplats (Live) - Linn Koch-Emmery – Being the Girl - Markus Krunegård – Kemtvätten - Viagra Boys – Welfare Jazz                                                                                            |
| Soul-/R&B-Album des Jahres | Songwriter des Jahres |
| - Snoh Aalegra – Temporary Highs in the Violet Skies - Mona Masrour – Scener & 2 Steg (Remix) - Nápoles – Cloud 9 - Sam Ezeh – Night at Ezeh’s & Sapphire Alley - Seinabo Sey – Sweet Life | - Jaqe – Filmen - Daniela Sörensen, Oskar Linnros, Jacqueline Cummings – Rathana Club - Miriam Bryant – PS jag hatar dig - Snoh Aalegra – 'Temporary Highs in the Violet Skies' - Thåström – Dom som skiner                                                                |
| Singer-Songwriter-Album des Jahres | Ehrenpreis/Sonderpreis |
| - José González – Local Valley - Albin Lee Meldau – Epistlar - David Ritschard – Blåbärskungen - Ellen Sundberg – Ett bloss för Bodil Malmsten - Maja Francis – A Pink Soft Mess | - Abba |